# Харцизький тролейбус
Харцизький тролейбус — діюча  в місті Харцизьку Донецької області тролейбусна система України. Відкрита 4 лютого 1982 року. Експлуатацію тролейбусної мережі в місті здійснює харцизька філія «Пасажиртранс» ТОВ «СУРМС».

## Історія
Ідея будівництва тролейбусної мережі в Харцизьку виникла ще у 1974 році в Харцизьку, але за тодішніми радянськими нормативами рух тролейбусів відкривали винятково у містах з населенням понад 150 тисяч осіб, відтак харцизянам довелося піти на хитрість, скориставшись особливістю адміністративно-територіального поділу великого Харцизька, тому в жителі Харцизька були записані і жителі Зугреса, Іловайська, Зуївки, Троїцько-Харцизька, а також Жданівки і Хрестівки (у той час теж відносилися до Харцизька). Відтак, у 1978 році почалося будівництво тролейбусних ліній. За 4 роки були відремонтовані ряд міських вулиць, побудуване депо на 50 машиномісць, будівля адміністративно-побутового корпусу, тягові підстанції, контактна мережа. Загалом було освоєно майже 2 млн рублів централізованих капітальних вкладень. Роботи виконувало БУ «Промбуд-2». Був застосований і метод «народної будови» — за рахунок пайової участі міських підприємств.
На початку 1980-х років будівництво було завершено. Історична подія, початок регулярних тролейбусних пасажирських перевезень, відбулася 4 лютого 1982 року. Після урочистого мітингу за участю керівників міста, промислових і комунальних підприємств, на лінію вийшов перший пасажирський тролейбус. Попереду на ньому був прикріплений червоний транспарант «Настрій відмінний — до рейсу готовий!».
Перша тролейбусна лінія (завдовжки 6,5 км) сполучила центр міста з трубним та сталедротово-канатним заводами. У 1985 році в Харцизьку діяло вже 4 тролейбусних маршрути.
Наприкінці 1980-х років планувалося створити тролейбусну лінію до шахти «Комуніст» — тролейбуси мали пройти по таких вулицях, як: Вознесенського, Адамця, Даргомижського, Радянській, проте проєкт так і не був втілений.
Станом на 1990 рік на тролейбусну мережу в Харцизьку щоденно обслуговували до 30 машин, щомісяця перевозилося до 1,5 млн пасажирів.
На рубежі тисячоліття Харцизьке тролейбусне управління опинилося в кризовій ситуації, адже Харцизьк є містом вугільників і металургів, чимало з яких традиційно виходять на пенсію на 5-10 років раніше загальноприйнятого терміну. Державна ж субвенція на перевезення пільговиків не покривала всіх збитків тролейбусного управління. Через це зменшувалася кількість машин на лініях, а також кількість «платних» пасажирів.
З 1 червня 2013 року вартість проїзду становила 1,50 гривні. 
4 лютого 2015 року з Донецька передані два тролейбуси ЗіУ-682 (№ 2217, 2230). Впродовж лютого надійшли ще 4 машини ЗіУ-682 (№ 1684, 1694, 1701, 2239).
З 22 квітня 2015 року вартість проїзду підвищена до 2 гривень.Після окупації російськими терористами, проїзд коштує 6 російських рублів.

## Маршрути
Станом на кінець 2000-х років харцизька тролейбусна мережа надалі перебуває в кризовому становищі, вирішується питання щодо можливої передачі її в концесію. Тролейбуси в Харцизьку працюють з 05:00 до 19:00 — до 14:00 вісім машин, після 14:00 — 3 машини по маршруту № 1 і 1 машина по маршруту № 4.
Сучасний стан
У Харцизьку діють 3 тролейбусних маршрути:
| Перелік тролейбусних маршрутів в місті Харцизьк | Перелік тролейбусних маршрутів в місті Харцизьк | Перелік тролейбусних маршрутів в місті Харцизьк | Перелік тролейбусних маршрутів в місті Харцизьк | Перелік тролейбусних маршрутів в місті Харцизьк |
| №                                               | Початковий пункт                                | Кінцевий пункт                                  | Примітка |                                                 |
| ----------------------------------------------- | ----------------------------------------------- | ----------------------------------------------- | --- | ----------------------------------------------- |
| 1                                               | Залізничний вокзал                              | Північна прохідна                               | |                                                 |
| 2                                               | Депо                                            | Північна прохідна                               | |                                                 |
| 3                                               | Залізничний вокзал                              | Промзона                                        | Скасований у 2003 році. Кільцевий маршрут через Центр (вул. Вокзальна — вул. Полупанова — вул. Жовтнева — вул. Філатова — ПРОМЗОНА — вул. Філатова — вул. Червонопрапорна — вул. Шалімова) |                                                 |
| 4                                               | Залізничний вокзал                              | Міська лікарня                                  | |                                                 |

Маршрут № 1 є основним і працює впродовж всього дня, рух приблизно з 06:30, інтервал 10-12 хвилин; останній рейс з вокзалу на Промрайон о 17:30, останній рейс з Промзони до залізничного вокзалу о 17:50, далі рейс у депо.
По маршруту № 2 рух здійснюється лише в ранкову «годину пік» (один або два рейси), після чого тролейбус переходить на маршрут № 1.
По маршруту № 4 інтервал руху становить 35-50 хвилин в різний час дня і працює один тролейбус. Впродовж дня на маршруті працюють машини, які перекинуті з маршруту № 1 (на маршрут № 4 йде попередня «одиниця», а наступна за нею «четвірка» йде на маршрут № 1) — це зроблено для скорочення інтервалу, а також неприпинення роботи маршруту під час перерв. 
Режим роботи становить приблизно з 06:30 до 16:00.

## Рухомий склад
| Статистика рухомого складу станом на жовтень 2022 року | Статистика рухомого складу станом на жовтень 2022 року                                           | Статистика рухомого складу станом на жовтень 2022 року | Статистика рухомого складу станом на жовтень 2022 року |
| Країна                                                 | Модель                                                                                           | Кількість всього/робочих                               | Роки експлуатації                                      |
| ------------------------------------------------------ | ------------------------------------------------------------------------------------------------ | ------------------------------------------------------ | ------------------------------------------------------ |
| СРСР / Росія                                           | ЗіУ-682В-012 [В0А], ЗіУ-682В1УБ, -682В10 (експортний), -682В [В00], -682Г [Г00], -682В-013 [В0В] | 4/2                                                    | 1979—понині                                            |
| Україна                                                | ЮМЗ Т2                                                                                           | 5/5                                                    | 1993—понині                                            |
|                                                        | Всього:                                                                                          | 9/7                                                    |                                                        |